# Список мастеров спорта России международного класса по радиоспорту

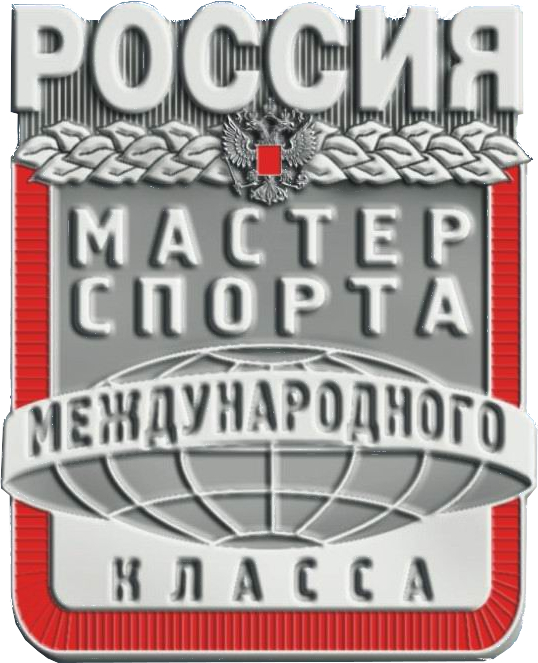
Знак «МСМК России»

Ниже представлен список мастеров спорта России международного класса по радиоспорту с 1992 года.

## 1992
| ФИО                   | Позывной | Спортивная дисциплина | № приказа Минспорттуризма | № удостоверения |
| --------------------- | -------- | --------------------- | ------------------------- | --------------- |
| Ситников Владислав В. | RC0F     | Радиосвязь на КВ      | 14.01.1992                | 133             |

## 2002
| ФИО                         | Позывной | Спортивная дисциплина | № приказа Минспорттуризма | № удостоверения |
| --------------------------- | -------- | --------------------- | ------------------------- | --------------- |
| Кузнецов Евгений Валерьевич | RK1AA    | Радиосвязь на КВ      | 21.02.2002                | 7037            |

## 2007
| ФИО                            | Позывной | Спортивная дисциплина | № приказа Минспорттуризма | № удостоверения |
| ------------------------------ | -------- | --------------------- | ------------------------- | --------------- |
| Чуркин Александр Дмитриевич    | RM4HZ    | Радиосвязь на КВ      | 22м 31.08.2007            | 10929           |
| Дмитриев Дмитрий Станиславович | RA3AQ    | Радиосвязь на УКВ     | 28м 31.10.2007            | 11014           |

## 2008
| ФИО                             | Позывной | Спортивная дисциплина      | № приказа Минспорттуризма | № удостоверения |
| ------------------------------- | -------- | -------------------------- | ------------------------- | --------------- |
| Арцивенко Николай Александрович | RW6CT    | Радиосвязь на КВ           | 14.06.2008                |                 |
| Багно Дмитрий Вительевич        | RW3FO    | Радиосвязь на КВ           | 14м 11.05.2008            | 11444           |
| Горшков Дмитрий Валерьевич      | UA2FB    | Радиосвязь на КВ           | 21.01.2008                |                 |
| Гуменников Владимир Петрович    | UA2FF    | Радиосвязь на КВ           | 21.01.2008                |                 |
| Елагин Александр Викторович     | RW6AM    | Радиосвязь на КВ           | 14.06.2008                |                 |
| Логинов Виктор Николаевич       | UA2FM    | Радиосвязь на КВ           | 21.01.2008                |                 |
| Максименко Виктор Анатольевич   | RV2FW/1  | Радиосвязь на КВ           | 14.06.2008                |                 |
| Нестеренко Геннадий Николаевич  | RW3SY    | Радиосвязь на КВ           | 14.06.2008                |                 |
| Пукалова С. А.                  |          | Спортивная радиопеленгация | 11.02.2008                |                 |
| Самай Василий Юрьевич           | RA6AU    | Радиосвязь на КВ           | 14.06.2008                |                 |
| Рябов Владимир Валерьевич       | RA4LW    | Радиосвязь на КВ           | 01.07.2008                |                 |
| Тарасова Е. В.                  |          | Скоростная радиотелеграфия | 11.02.2008                |                 |
| Хмеленко Юрий Алексеевич        | RL3FT    | Радиосвязь на КВ           | 14м 11.05.2008            | 11445           |

## 2009
| ФИО                             | Позывной | Спортивная дисциплина      | № приказа Минспорттуризма | № удостоверения |
| ------------------------------- | -------- | -------------------------- | ------------------------- | --------------- |
| Бондаренко Андрей Александрович | RV3FF    | Радиосвязь на КВ           | 163-нг от 20.05.2009      |                 |
| Борейша Александр Эдуардович    | RW1AW    | Радиосвязь на УКВ          | 244-нг от 02.07.2009      |                 |
| Глыбин Константин Петрович      | UA9UX    | Радиосвязь на КВ           | 244-нг от 02.07.2009      |                 |
| Годунова Светлана Витальевна    |          | спортивная радиопеленгация | 163-нг от 20.05.2009      |                 |
| Ефимцов Виктор Николаевич       | RU6AX    | Радиосвязь на КВ           | 244-нг от 02.07.2009      |                 |
| Куля Владимир Николаевич        | RX6AH    | Радиосвязь на КВ           | 244-нг от 02.07.2009      |                 |
| Михайлов Алексей Павлович       | RA1AIP   | Радиосвязь на КВ           | 163-нг от 20.05.2009      |                 |
| Прелов Вячеслав Владимирович    | UA4FEN   | Радиосвязь на КВ           | 163-нг от 20.05.2009      |                 |
| Свердлов Сергей Андреевич       | RK9UE    | Радиосвязь на КВ           | 244-нг от 02.07.2009      |                 |
| Синяков Вячеслав Александрович  | UA9UOO   | Радиосвязь на КВ           | 244-нг от 02.07.2009      |                 |
| Сухарев Александр Александрович | RZ9OO    | Радиосвязь на КВ           | 244-нг от 02.07.2009      |                 |
| Таранин Павел Петрович          | RU3DNN   | Радиосвязь на КВ           | 163-нг от 20.05.2009      |                 |
| Шевцов Вячеслав Анатольевич     | UA3SAQ   | Радиосвязь на КВ           | 244-нг от 02.07.2009      |                 |
| Шелепин Евгений Валерьевич      | RV3MQ    | Радиосвязь на КВ           | 163-нг от 20.05.2009      |                 |
| Кузнецов Александр Юрьевич      | RW3RN    | Радиосвязь на КВ           | 314-нг от 06.11.2009      |                 |

## 2010
| ФИО                            | Позывной    | Спортивная дисциплина | № приказа Минспорттуризма | № удостоверения |
| ------------------------------ | ----------- | --------------------- | ------------------------- | --------------- |
| Абрамов Артемий Аскольдович    | RD3M        | Радиосвязь на КВ      | 11-нг от 09.02.2010       | 012412          |
| Воронин Дмитрий Александрович  | RC3M        | Радиосвязь на КВ      | 63-нг от 21.05.2010       |                 |
| Зыбайлов Владимир Владимирович | RZ9IR,R9IR  | Радиосвязь на КВ      | 63-нг от 21.05.2010       |                 |
| Подмарьков Сергей Борисович    | RZ9HG, RU9I | Радиосвязь на КВ      | 63-нг от 21.05.2010       |                 |
| Шевцов Олег Петрович           | RZ9HT,RM9I  | Радиосвязь на КВ      | 63-нг от 21.05.2010       |                 |

## 2014
| ФИО                          | Позывной | Спортивная дисциплина | № приказа Министерства спорта Российской Федерации | ФО                            | Субъект РФ          | Город     |
| ---------------------------- | -------- | --------------------- | -------------------------------------------------- | ----------------------------- | ------------------- | --------- |
| Васильев Михаил Николаевич   | R9AB     | Радиосвязь на КВ      | 173-нг от 15.12.2014г.                             | Уральский Федеральный округ   | Челябинская область | Миасс     |
| Ивакин Владимир Владимирович | RA9AC    | Радиосвязь на КВ      | 173-нг от 15.12.2014г.                             | Уральский Федеральный округ   | Челябинская область | Челябинск |
| Линьков Олег Юрьевич         | RO9A     | Радиосвязь на КВ      | 173-нг от 15.12.2014г.                             | Уральский Федеральный округ   | Челябинская область | Челябинск |
| Падерин Илья Игоревич        | RN9A     | Радиосвязь на КВ      | 173-нг от 15.12.2014г.                             | Уральский Федеральный округ   | Челябинская область | Челябинск |
| Полянский Сергей Николаевич  | RA9AA    | Радиосвязь на КВ      | 173-нг от 15.12.2014г.                             | Уральский Федеральный округ   | Челябинская область | Челябинск |
| Петров Валерий Валерьевич    | R5GA     | Радиосвязь на КВ      | 173-нг от 15.12.2014г.                             | Центральный Федеральный округ | Липецкая область    | Липецк    |

## 2016
| ФИО                            | Позывной | Спортивная дисциплина | № приказа Министерства спорта Российской Федерации | ФО                          | Субъект РФ          | Город     |
| ------------------------------ | -------- | --------------------- | -------------------------------------------------- | --------------------------- | ------------------- | --------- |
| Чернобровин Виктор Павлович    | RZ8A     | Радиосвязь на КВ      | 133-нг от 07.09.2016г.                             | Уральский Федеральный округ | Челябинская область | Челябинск |
| Коннов Александр Александрович | RL9A     | Радиосвязь на КВ      | 133-нг от 07.09.2016г.                             | Уральский Федеральный округ | Челябинская область | Челябинск |

## 2021
| ФИО                            | Позывной | Спортивная дисциплина | № приказа Министерства спорта Российской Федерации | ФО                          | Субъект РФ          | Город     |
| ------------------------------ | -------- | --------------------- | -------------------------------------------------- | --------------------------- | ------------------- | --------- |
| Ермоленко Сергей Николаевич    | UA9AAR   | Радиосвязь на КВ      | 35-нг от 31.05.2021г.                              | Уральский Федеральный округ | Челябинская область | Челябинск |
| Мельников Евгений Владимирович | R9AL     | Радиосвязь на КВ      | 35-нг от 31.05.2021г.                              | Уральский Федеральный округ | Челябинская область | Челябинск |
| Певцов Виктор Анатольевич      | R9AV     | Радиосвязь на КВ      | 35-нг от 31.05.2021г.                              | Уральский Федеральный округ | Челябинская область | Челябинск |